# Gong
Gong — рок-группа, играющая прогрессивный рок, музыку коллектива называют также космическим роком. Была сформирована в 1967 году во Франции австралийским музыкантом Дэвидом Алленом.
С самого начала Гонг стал исполнять очень сложные композиции, в которых в равной степени присутствуют элементы арт-рока, джаза, западно-европейского фольклора, фоном для которых служат эффектные синтезаторные импровизации. В текстовом отношении композиции Гонга представляют собой нечто среднее между поэзией битников и «мифологией» хиппи, по сей день являясь одним из лучших образцов стихосложения в рок-музыке.
Состав группы был интернационален и часто менялся. За время существования в группе принимали участие музыканты, чьё творчество оказало огромное влияние на всех современных исполнителей, работающих на стыке джаз- и авангардного арт-рока: Стив Хиллидж, Дидье Малерб, Тим Блейк.

## Состав
- Дэвид Аллен (англ. Daevid Allen) — вокалист, исполнитель, гитарист, автор (1967-1975, 1991-2001, 2003–2006, 2007, с 2008–2015)
- Fabio Golfetti — гитары (2007, с 2012–), вокал (с 2015 года)
- Kavus Torabi — гитары (с 2013–)
- Dave Sturt — бас-гитара (с 2009–)
- Orlando Allen — ударные (2003-2004, с 2012–)
- Дидье Малерб (фр. Didier Malherbe) — саксофонист, флейтист (1969-1977)

- Жиль Смит (фр. Gilli Smyth) — вокалистка  (1967-1973, 1974, 1994-2001, 2004-2006, 2008–2013)
- Пьер Мерлен (ум. 3 мая 2005) — ударные (1973-1974, 1975-1976)

## Дискография
- Magick Brother, Mystic Sister (1969)
- Est-ce-que je suis (1970)
- Camembert Electrique (1971)
- Continental Circus (1971)
- Obsolete (1971)
- Flying Teapot (трилогия Radio Gnome, часть 1) (1973)
- Angel's Egg (трилогия Radio Gnome, часть 2) (1974)
- You (трилогия Radio Gnome, часть 3) (1974)
- Shamal (1976)
- Gazeuse! (1977)
- Gong Est Morte, Vive Gong (1977)
- Live Etc. (1977)
- Expresso II (1977)
- Fairy Tales (1978)
- The History & Mystery of the Planet Gong (1989)
- Shapeshifter (1992)
- Tree in Fish (1994)
- Camembert Eclectique (1995)
- 25th Birthday Party (1995)
- A Sprinkling of Clouds (1997)
- Family Jewels (1998)
- Zero to Infinity (2000)
- OK Friends (2002)
- Acidmotherhood (2004)
- 2032 (2009)
- I See You (2014)
- Rejoice! I'm Dead! (2016)
- The Universe Also Collapses (2019)